# ヘルツルの丘

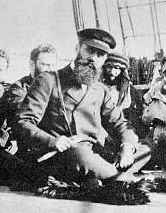
パレスチナへ向かうテオドール・ヘルツル

ヘルツルの丘（ヘブライ語: הר הרצל 、Har Hertzel 、または、הר הזכרון 、Har HaZikaronと表記。後者は「記憶の丘」と言う意味。）とは、イスラエルのエルサレムにある丘であり、国立共同墓地である。名前はシオニズム運動発起者の一人、テオドール・ヘルツルからとられた。ヘルツル自身の墓は丘の頂上に携えられている。丘の西にはホロコースト博物館であるヤド・ヴァシェムがある。

## 歴史
すぐに1948年にイスラエルの確立後に、ヘルツルの丘の北部にイスラエル軍の兵士を埋葬することを決定した。その後の後に1951年にそれはヘルツルの丘の南部分でも、国の指導者を埋葬し、Isralの国立墓地として場所を設立することを決定した。数年後にはまた、国家の軍事墓地に警察官や他の治安部隊を埋葬することにした。
1949年、ヘルツルの丘は命を落としたイスラエル国防軍の兵士のため、また、国の象徴として定められ、それから数年後は警官や特別警官も葬られるようになった。現在まで、レヴィ・エシュコル、ゴルダ・メイア、イツハク・ラビン（彼の妻も隣に埋葬された）の3人の歴代首相がヘルツルの丘に埋葬されている。また、歴代大統領の多くも埋葬されており、著名なイスラエル人、ユダヤ人がその他数多く埋葬されている。
ヘルツルの丘にはイスラエルに貢献したとされる人物が埋葬されることが多いが、死という不測の事態である上、生前の評価がままならないため埋葬されるに値する人物かどうかがしばしば議論になる。1940年死去した右派の民族主義者であり、エツェルの創始者であるゼエヴ・ジャボチンスキーについては労働党が、彼はヘルツルの丘に埋葬される栄誉に値しないとして強く反発した。唯一レヴィ・エシュコルが1964年に死去した際のみ政治的な応酬が取り払われ、異論なく埋葬されている。ヘルツルの丘はまた、様々な記念式典や国民行事が執り行われる場所でもある。

## イスラエル国家の国立市民墓地（Helkat Gdolei Ha'Uma）

### マウントヘルツルプラザ
儀式広場は、山の頂上にある大きな正方形である。北端にテオドール・ヘルツルの墓がある。広場は独立記念日のお祝いが毎年はじまっている場所である。

### ヘルツルの墓

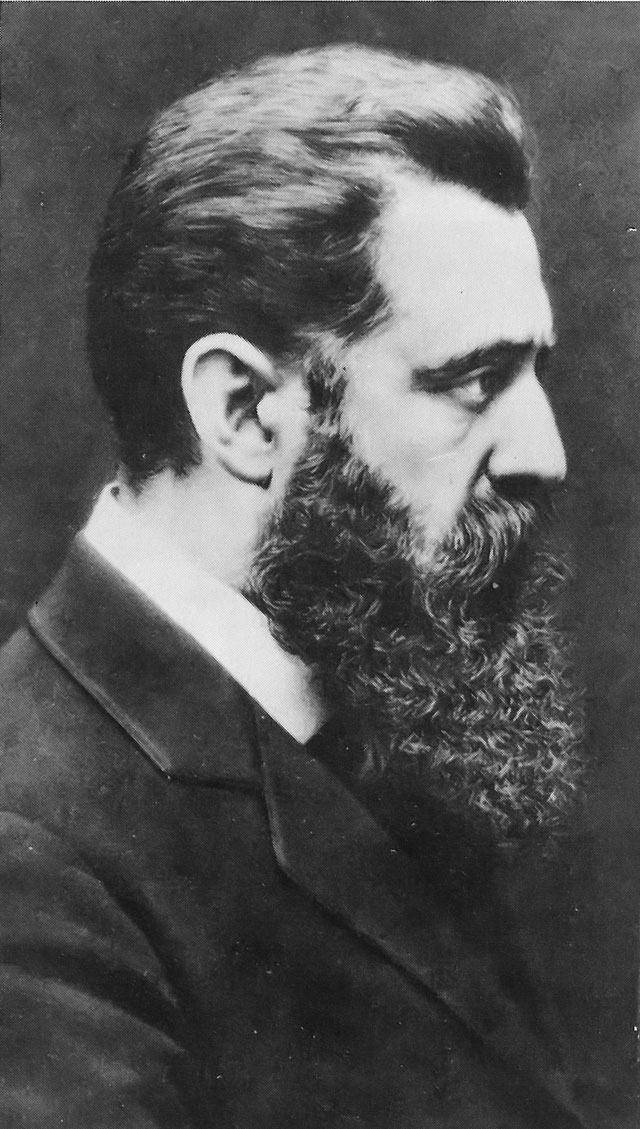
晩年のテオドール・ヘルツル

晩年、テオドール・ヘルツル（1860年 - 1904年）は自分の希望をこう述べた。
「私は鉄の棺に入り、父の隣に葬られることを望む。そして、いつか人々が私の亡き骸をエレツ・イスラエル（パレスチナ）の地に運んでくれるまで待っている。そして、亡くなった私の父と姉のパウリーネ、そして私の親族がもし死んだら彼らの墓もそこへ移して欲しい。」
それから数年後、ヘルツルは死去し、ウィーンに埋葬された。そして45年後の1949年、彼の遺体は遺言どおりイスラエルに運ばれ、現在のヘルツルの丘へ再び埋葬された。埋葬場所に関しては特別に委員会が敷かれ決められた。墓のデザインについてもコンペティションが行われ、63の案件の中から、ヨセフ・クラーヴァインによる特に飾りのない、ヘルツルの名前の入った花崗岩石を墓標とするデザインが選ばれた。1951年ヘルツルの丘は国立墓地となった。
ヘルツルの両親や姉もヘルツルの丘に埋葬されている。また、ヘルツルの子供を彼の近くに葬ることは、彼の明白な希望だったが、諸々の理由があり、彼の子供たちは彼の墓のそばには埋葬されていない。彼の3人の子供のうち長女と長男の亡き骸は2006年にイスラエルに運ばれた。末の娘はホロコーストにより殺害され、遺体は現在でも見つかっていない。ヘルツルの唯一の孫にあたる人物は2007年の12月にヘルツルの丘に運ばれ、埋葬された。

## その他
ヘルツルの丘にはヘルツル博物館があり、彼の生涯に関する展示や説明がなされている。

## 記念碑

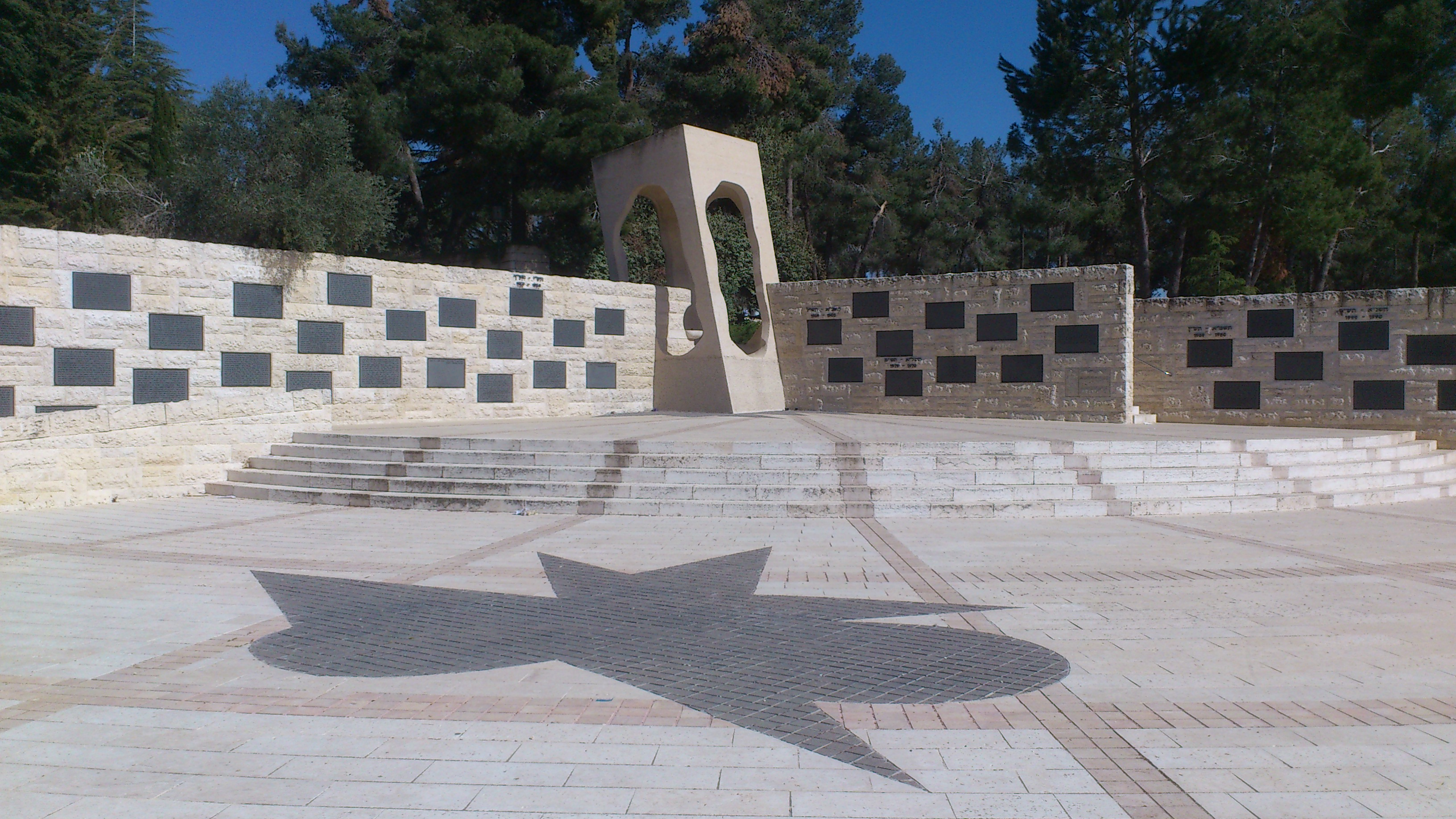
イスラエルのテロの犠牲者の慰霊碑
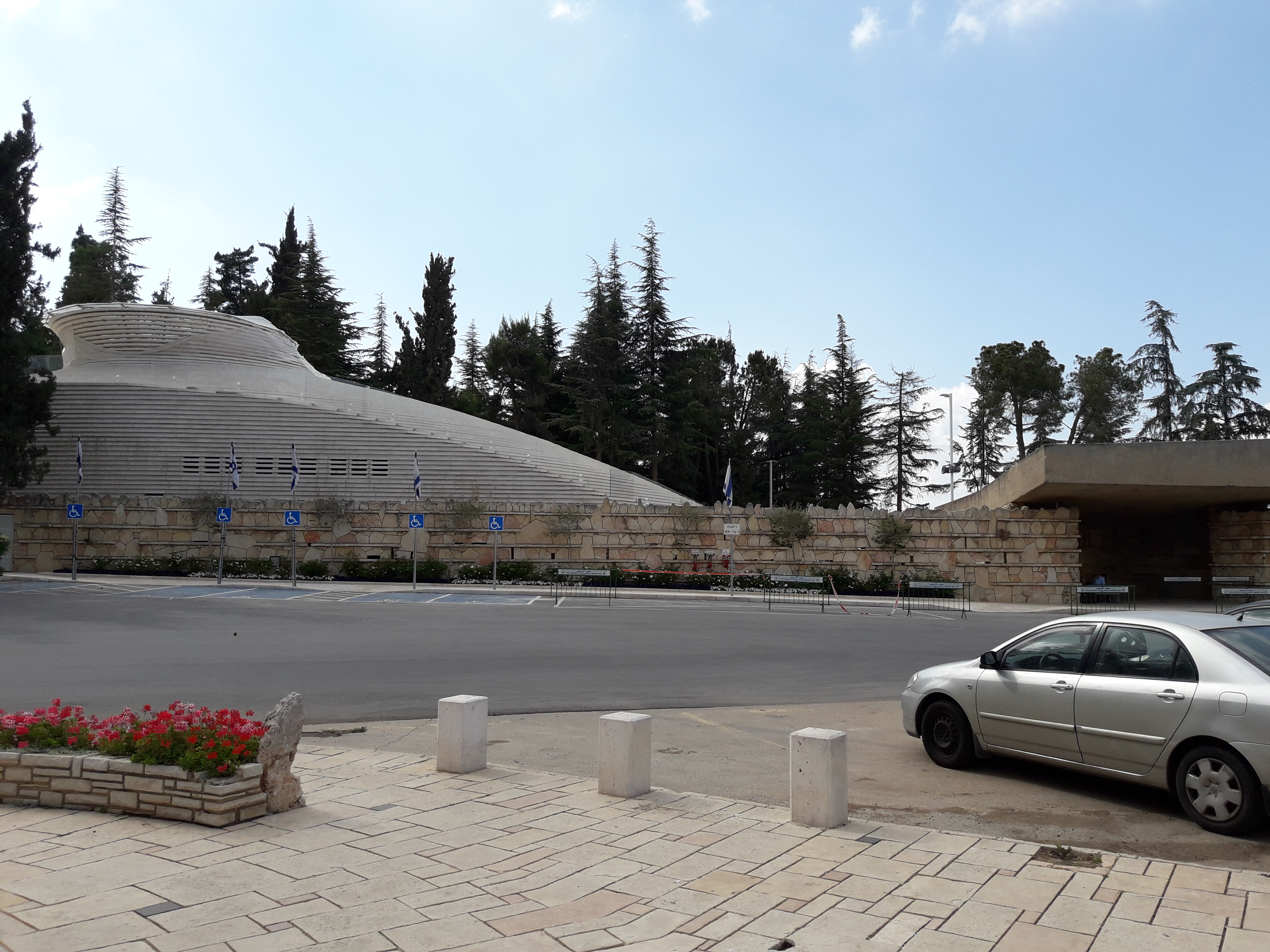
イスラエルの倒壊のための国立記念館
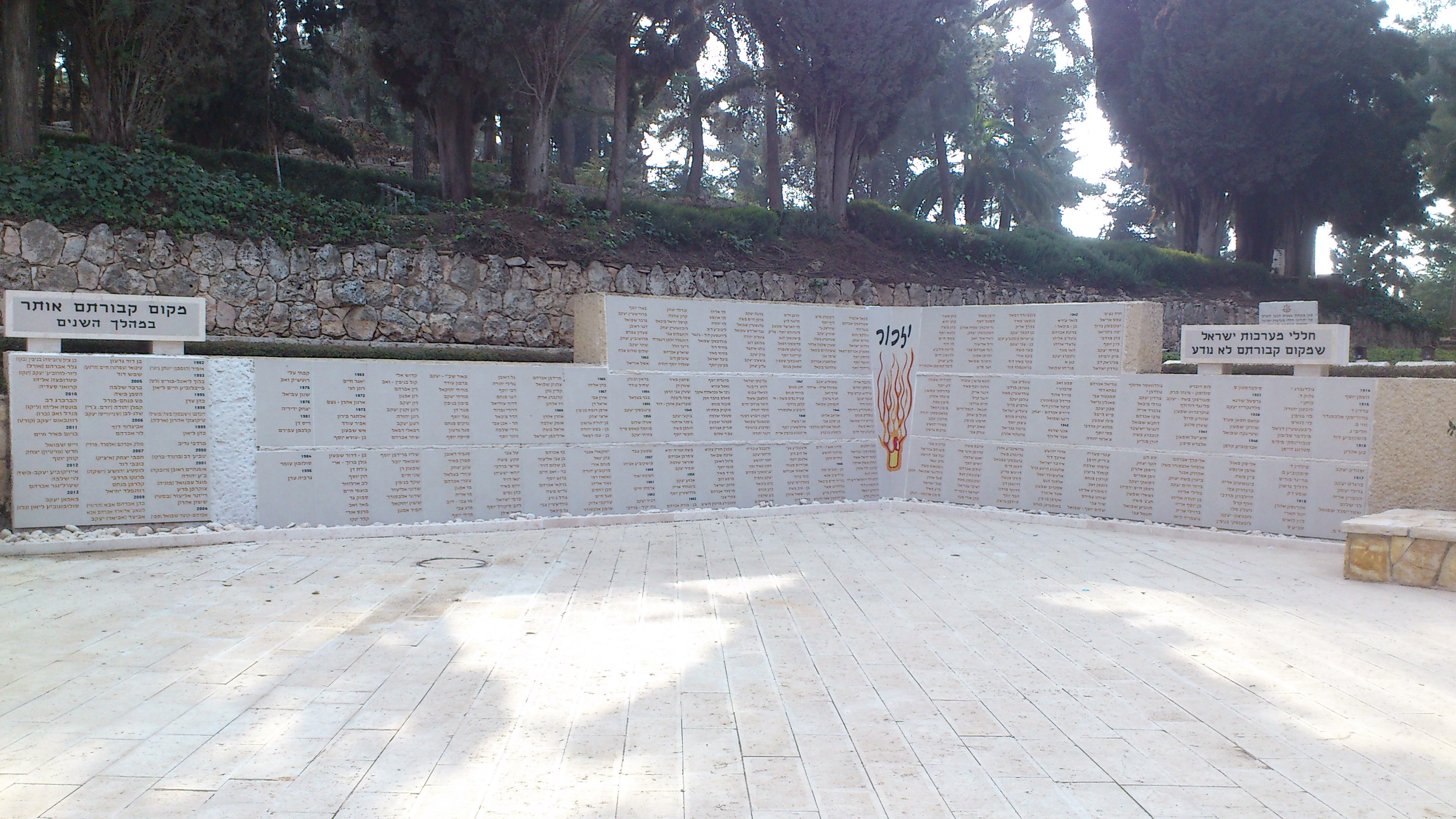
行方不明の兵士の庭
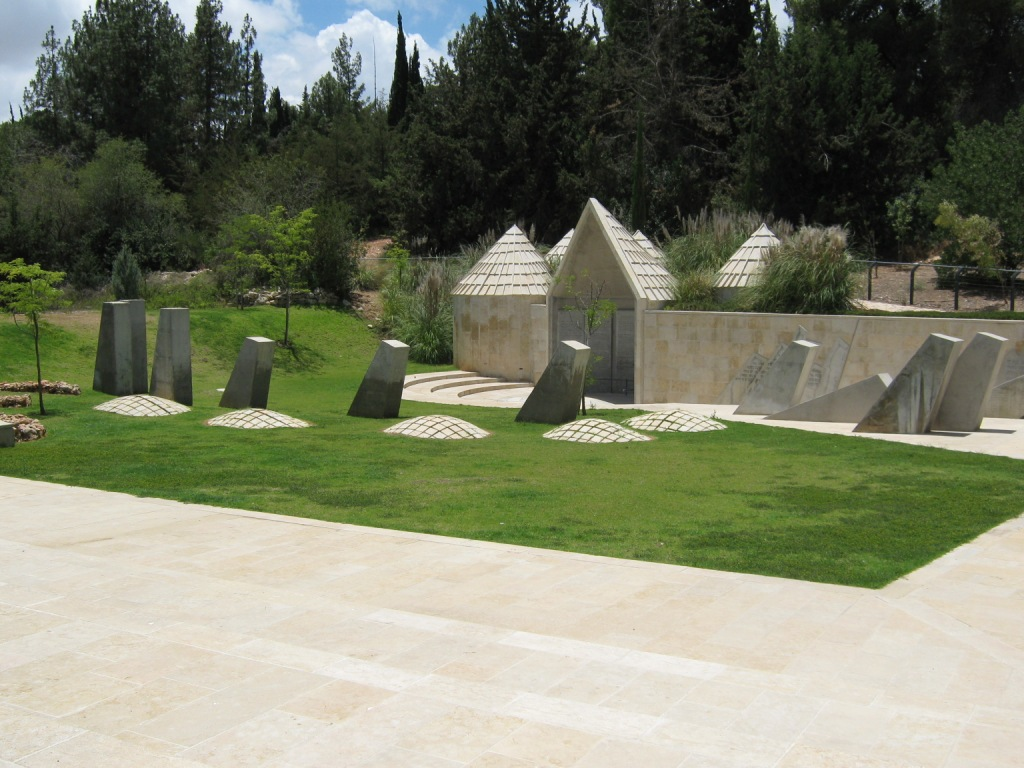
メモリアルエチオピアのユダヤ人はイスラエルへ向かう途中で殺された
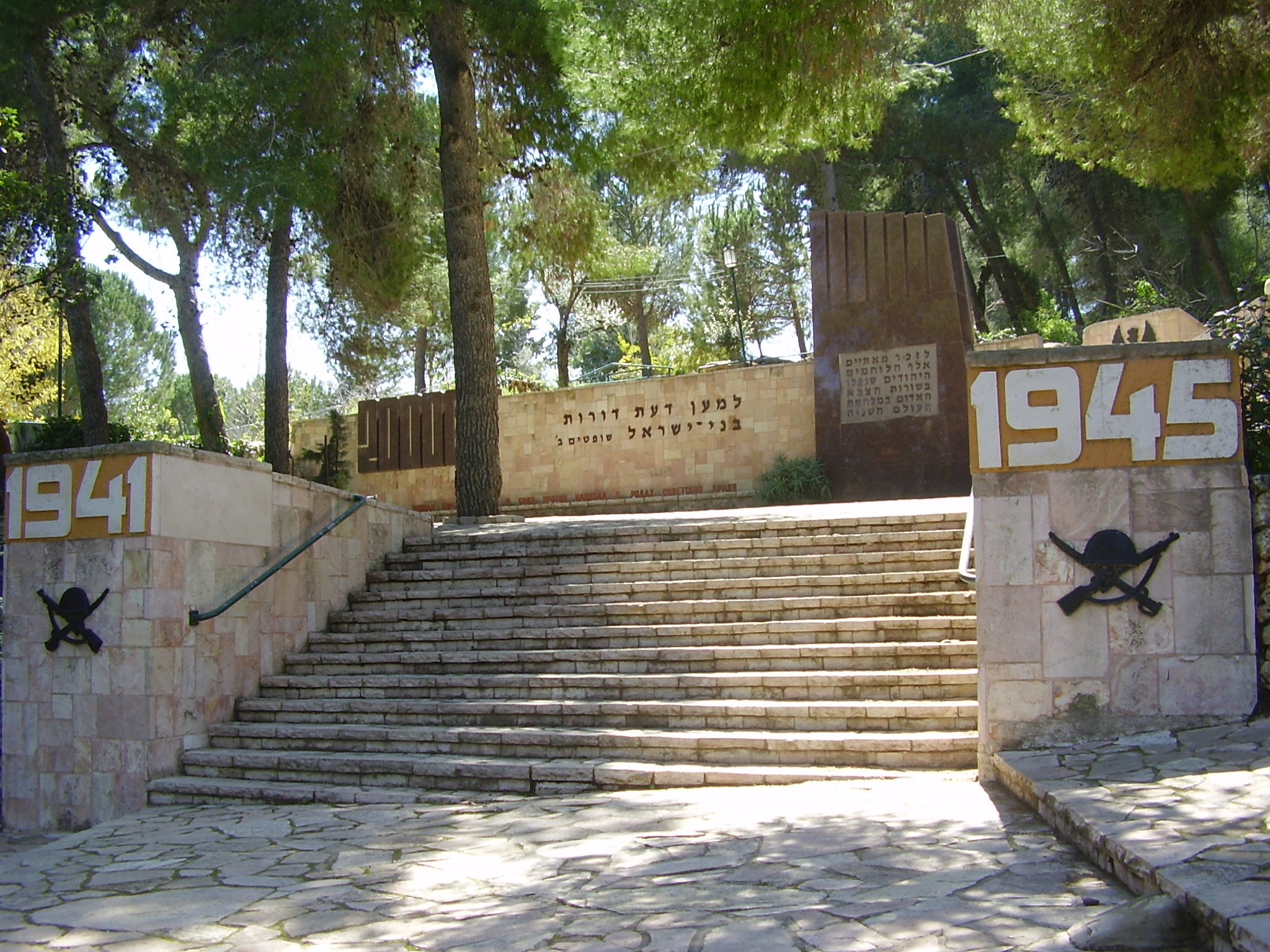
第二次世界大戦中にロシア軍で戦ったユダヤ人の兵士の記念碑
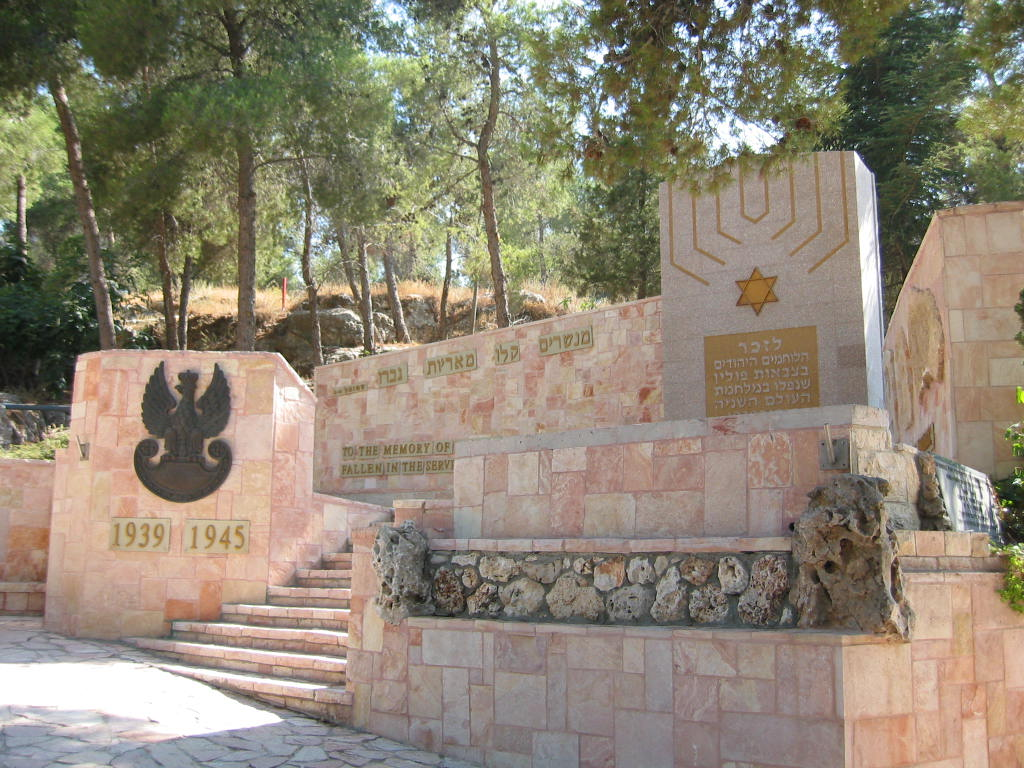
第二次世界大戦中にポーランド軍で戦ったユダヤ人の兵士の記念碑
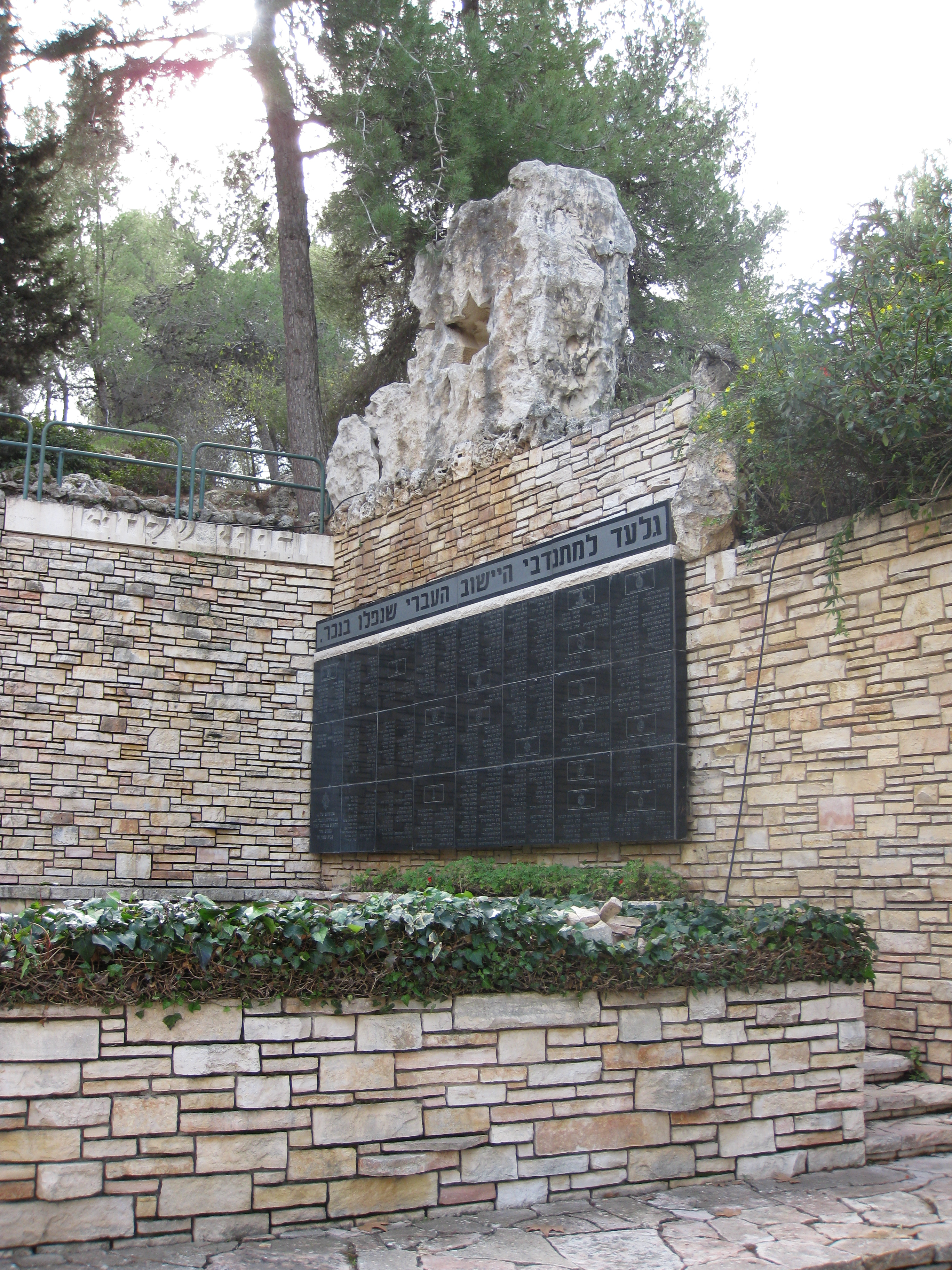
パレスチナでの第二次世界大戦中にイギリス軍で戦ったユダヤ人の兵士の記念碑
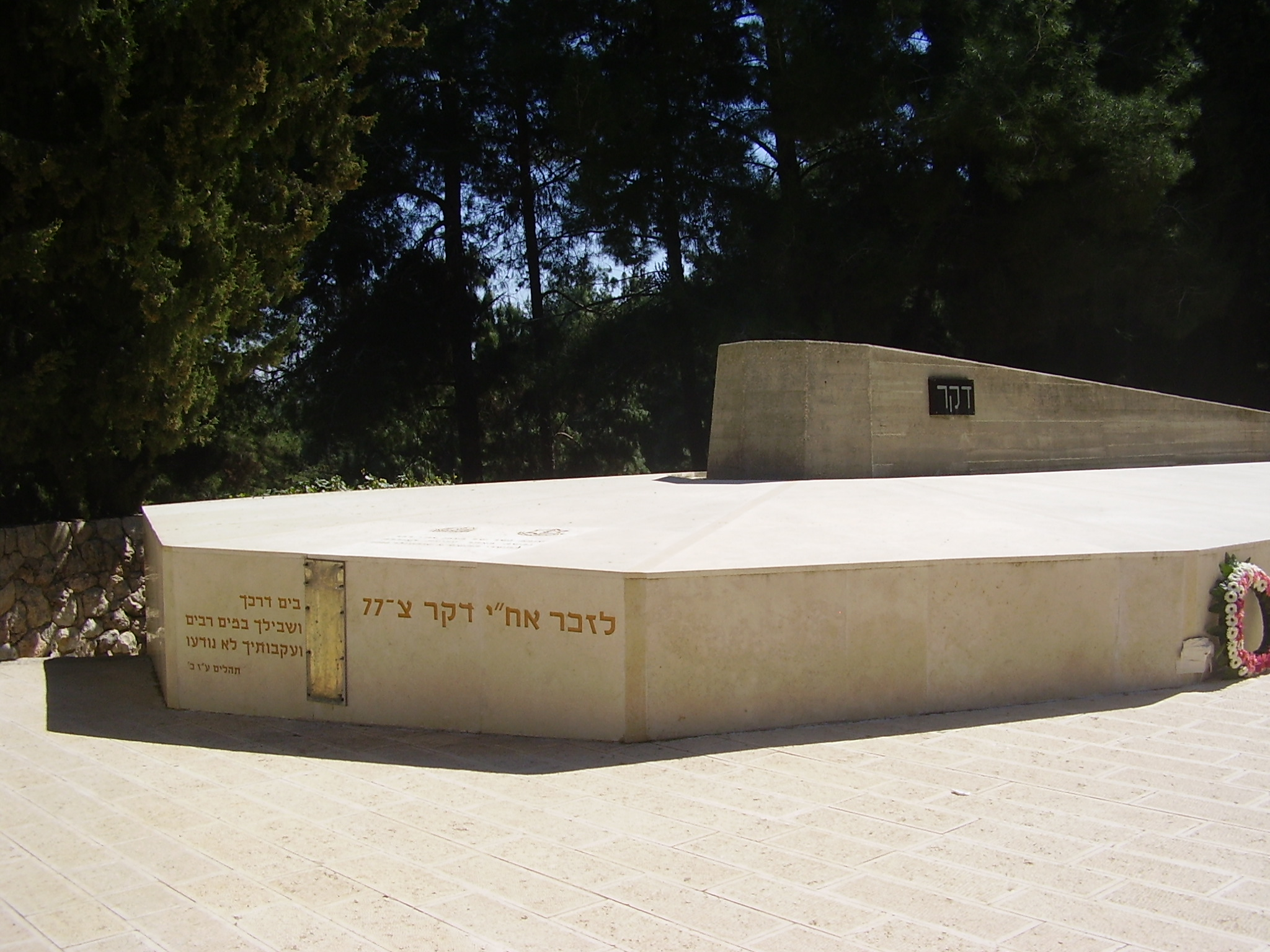
メモリアル潜水艦INSダカール
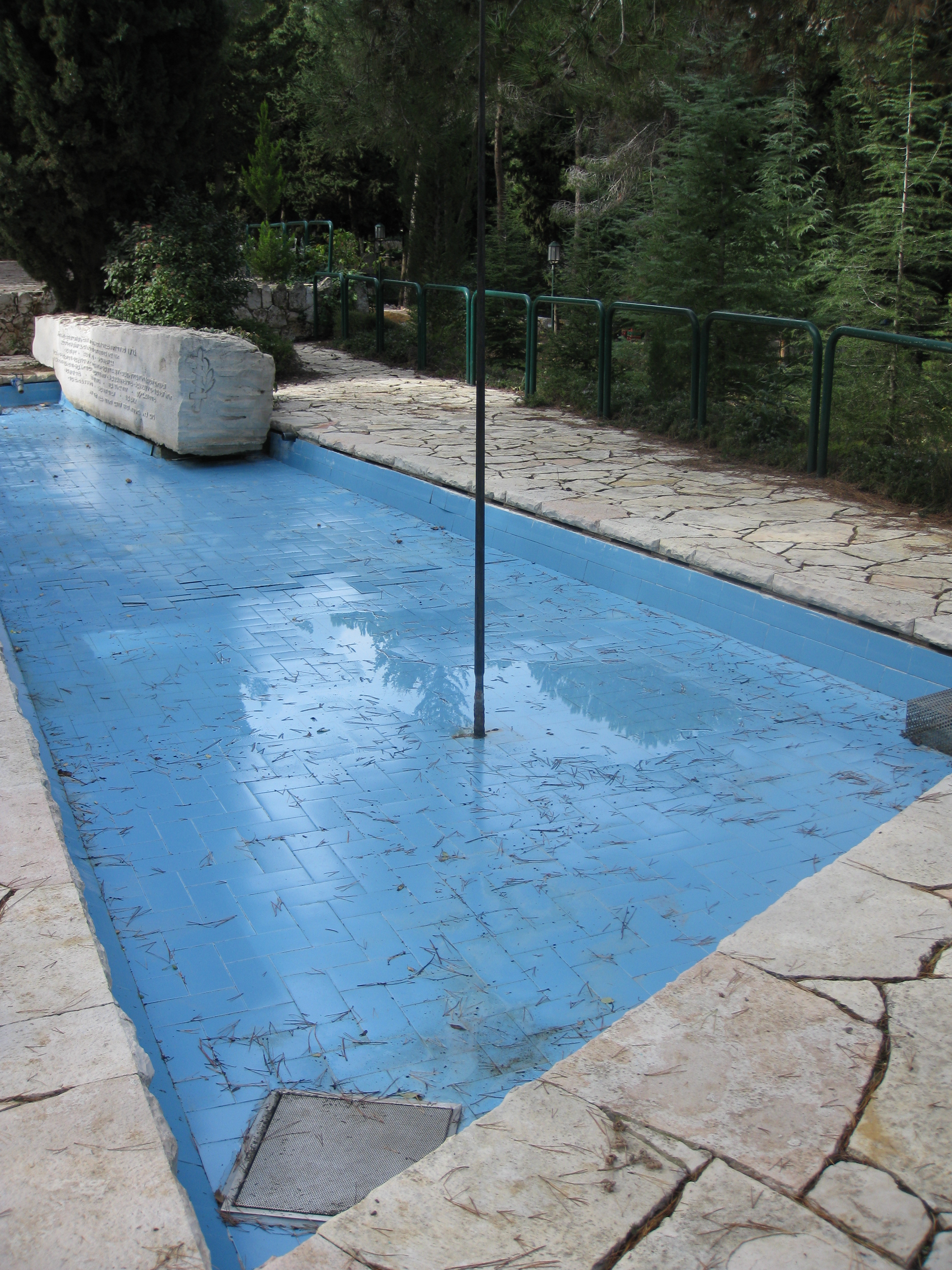
モニュメント23船員
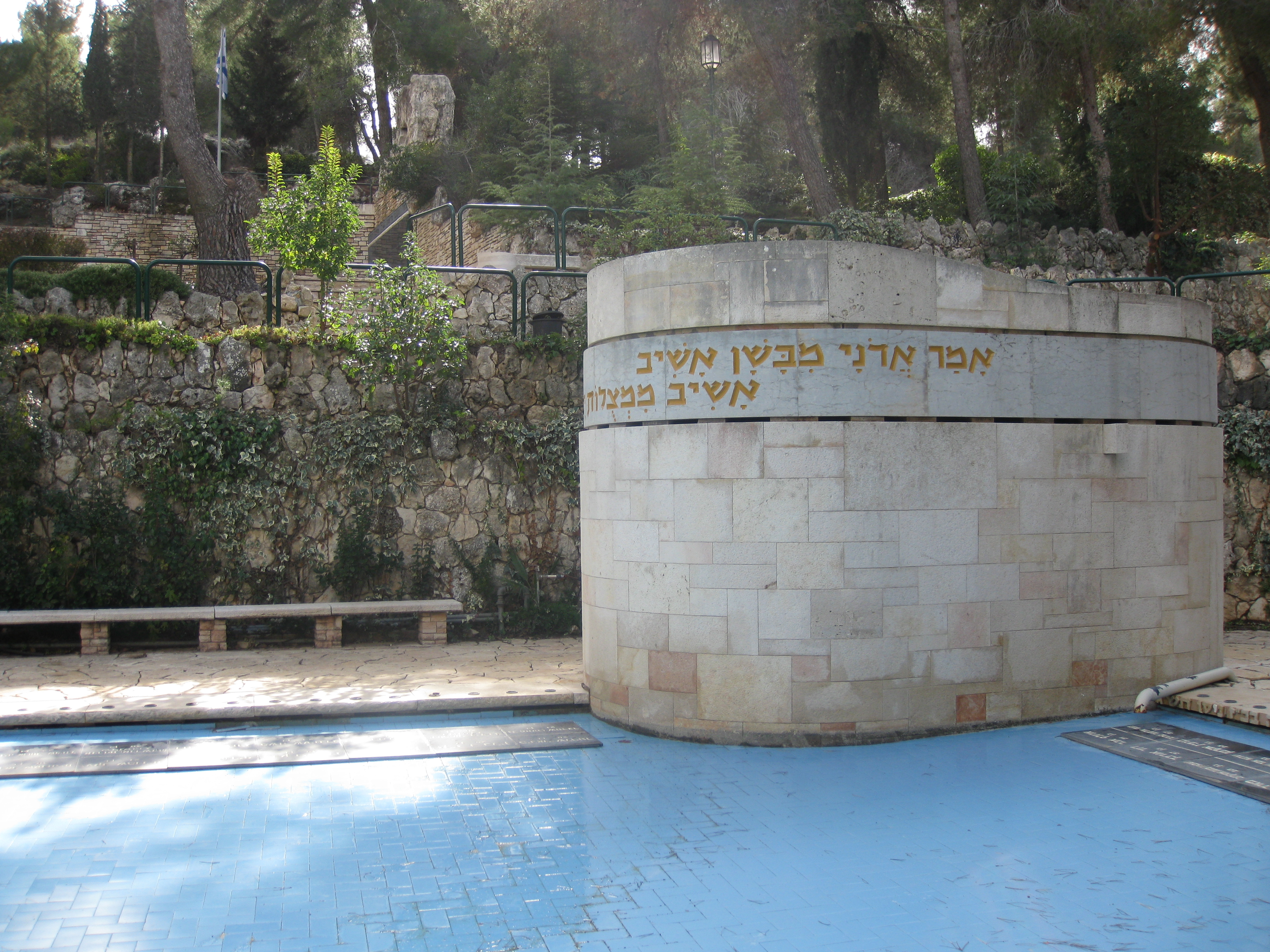
記念Erinpura
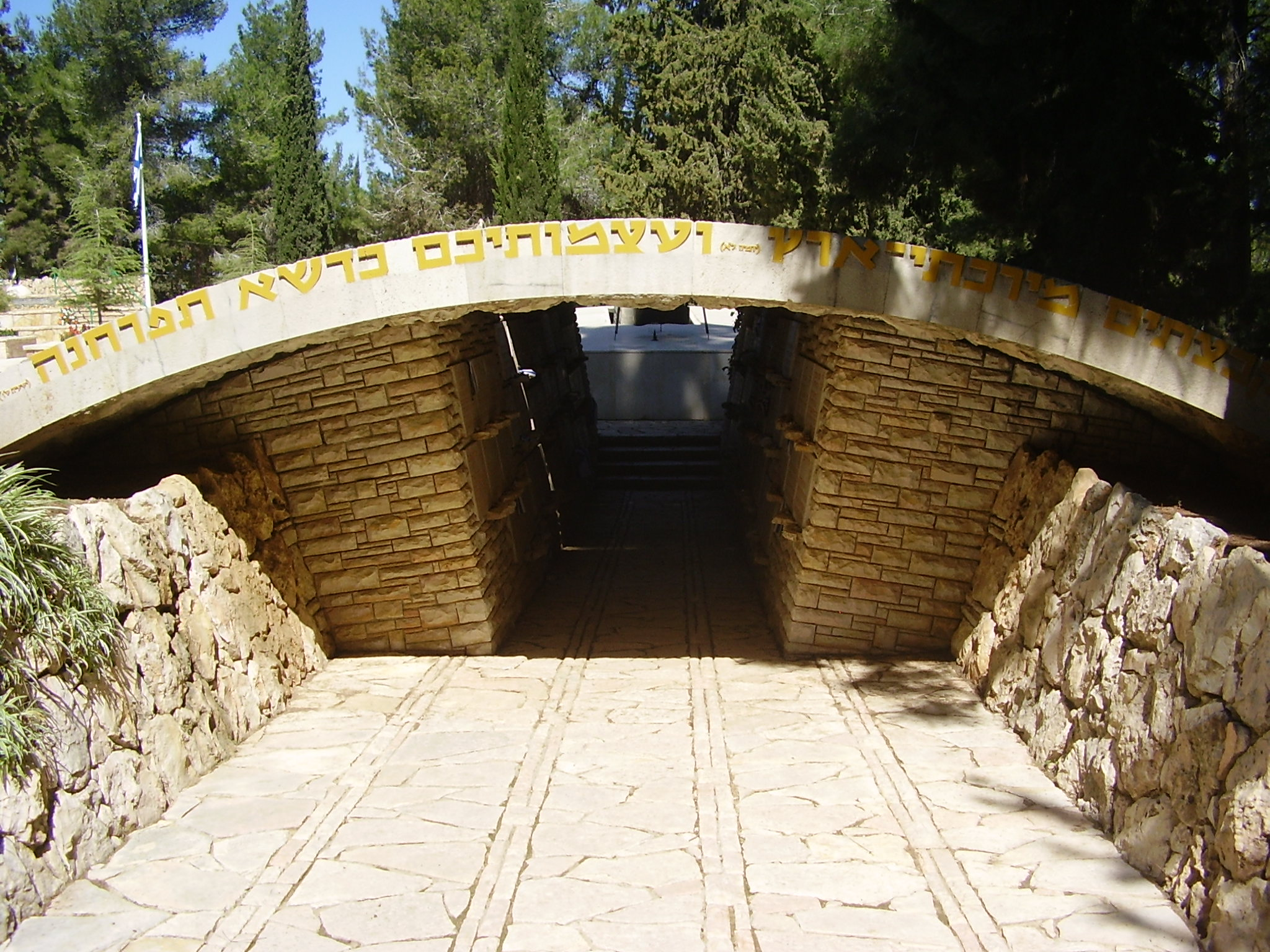
1948年に亡くなったエルサレムの旧市街地区のユダヤ人の人口の記念碑
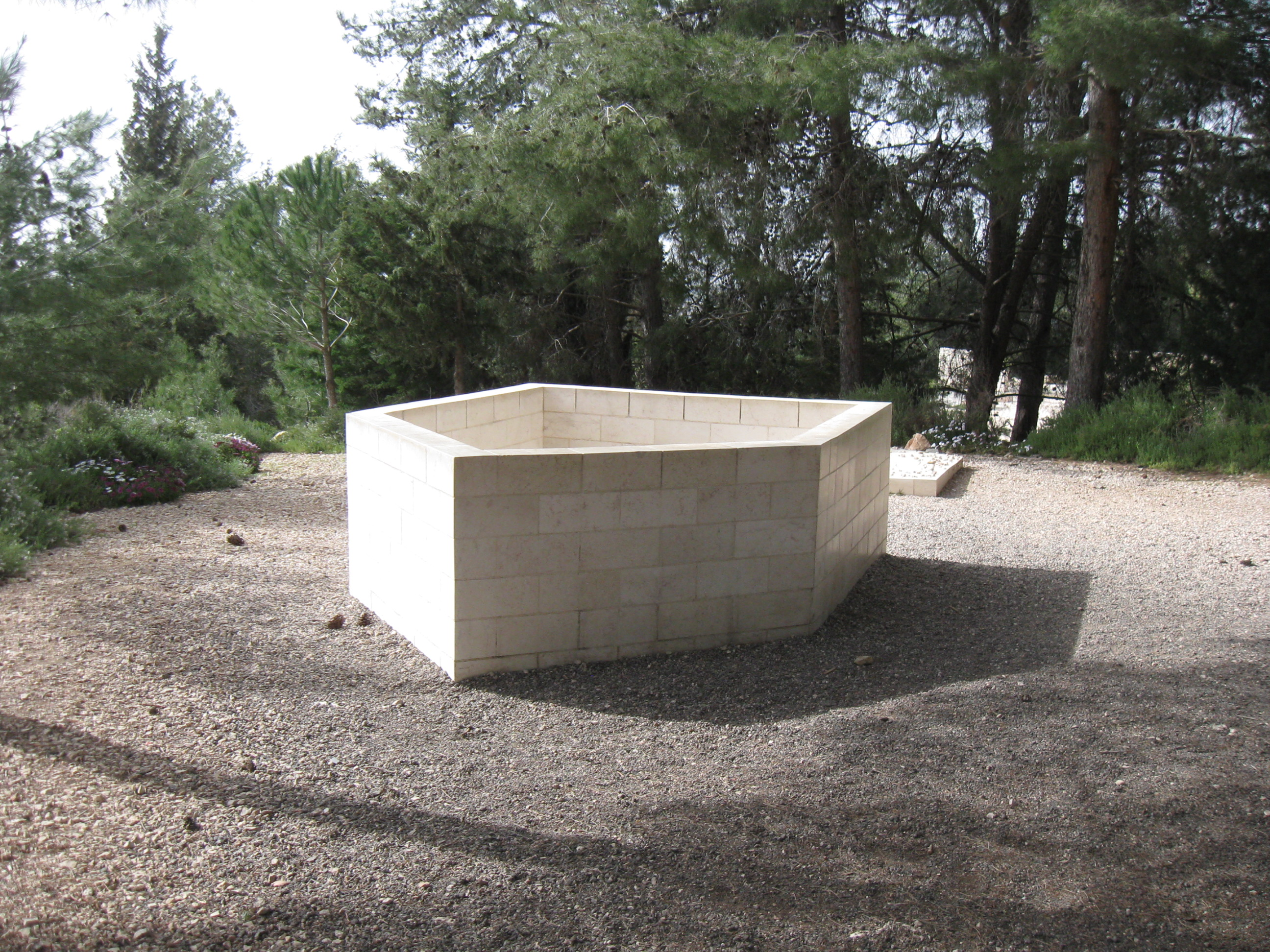
ホロコーストの生存者最後の記念碑は、誰が1948年の戦争に落ちた

## 国立軍事と警察墓地
イスラエルの主な軍人墓地はヘルツルの丘の北側斜面にある。エルサレムに住んでいた軍人、もしくは職務中、戦争中に亡くなった軍人はこの軍人墓地に埋葬される（アメリカのアーリントン国立墓地の例に近い）。エンテベ空港奇襲作戦で戦死したヨナタン・ネタニヤフもここに埋葬されている。

## ギャラリー

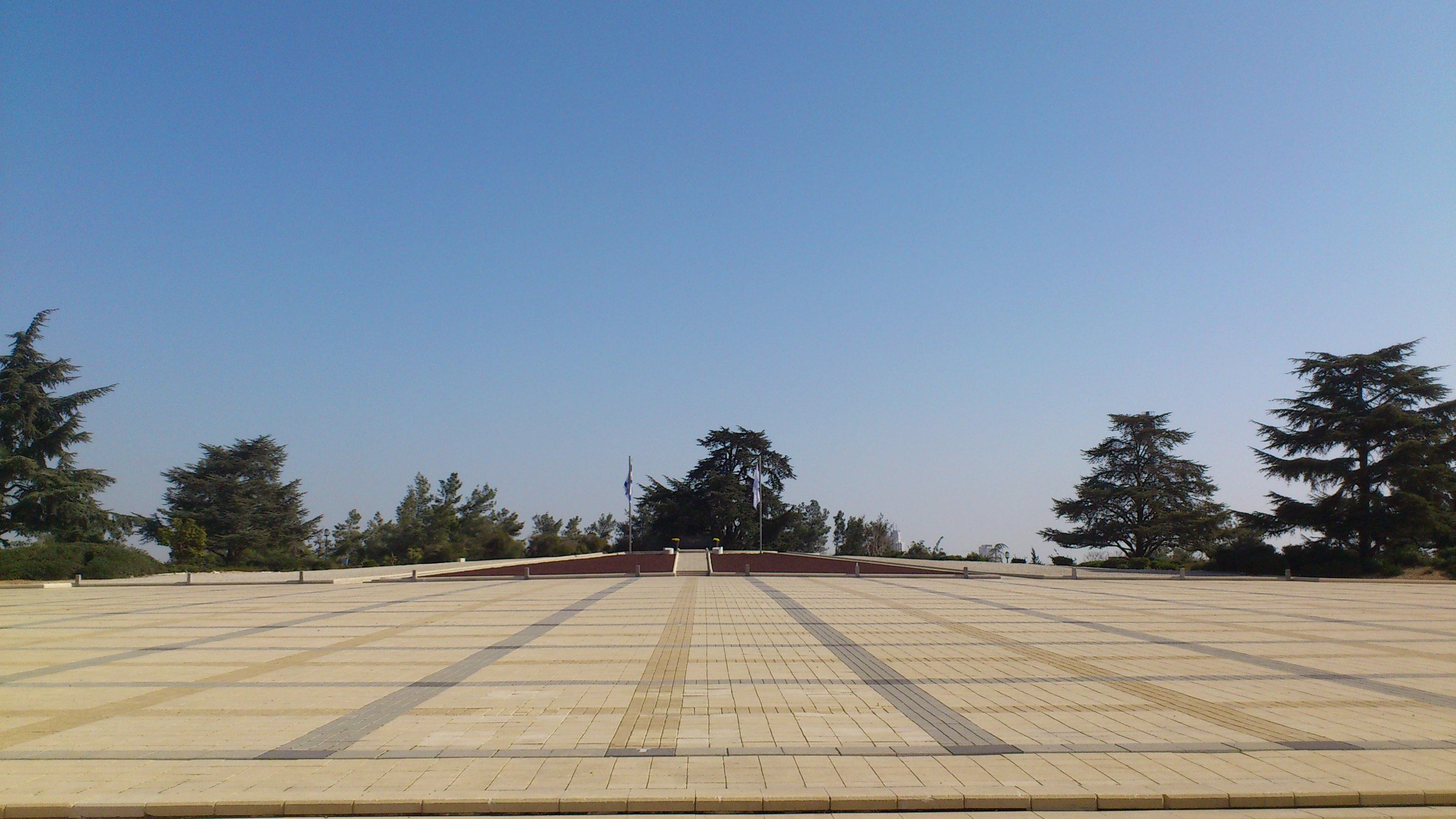
マウントヘルツルプラザ
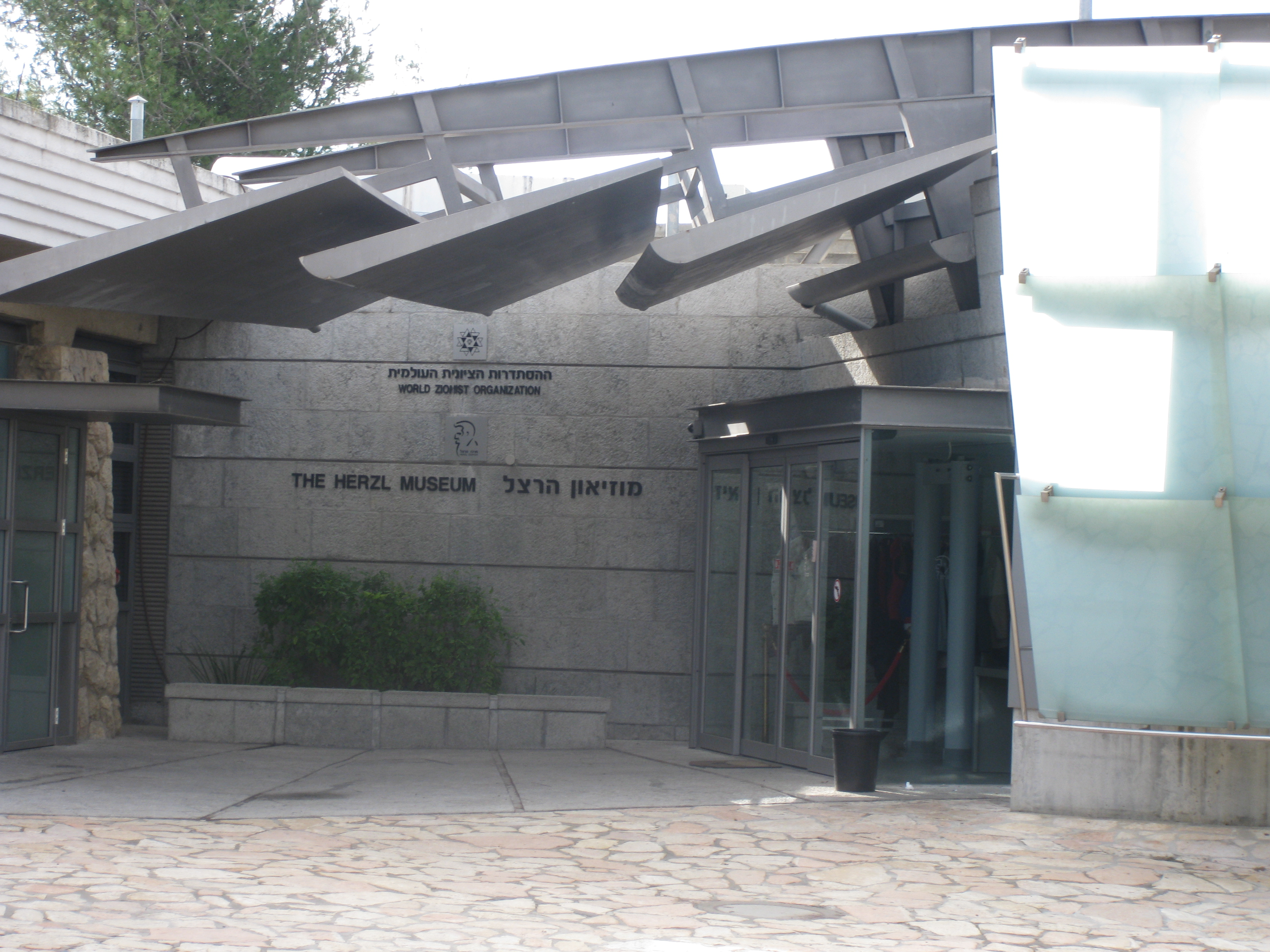
テオドール・ヘルツル博物館
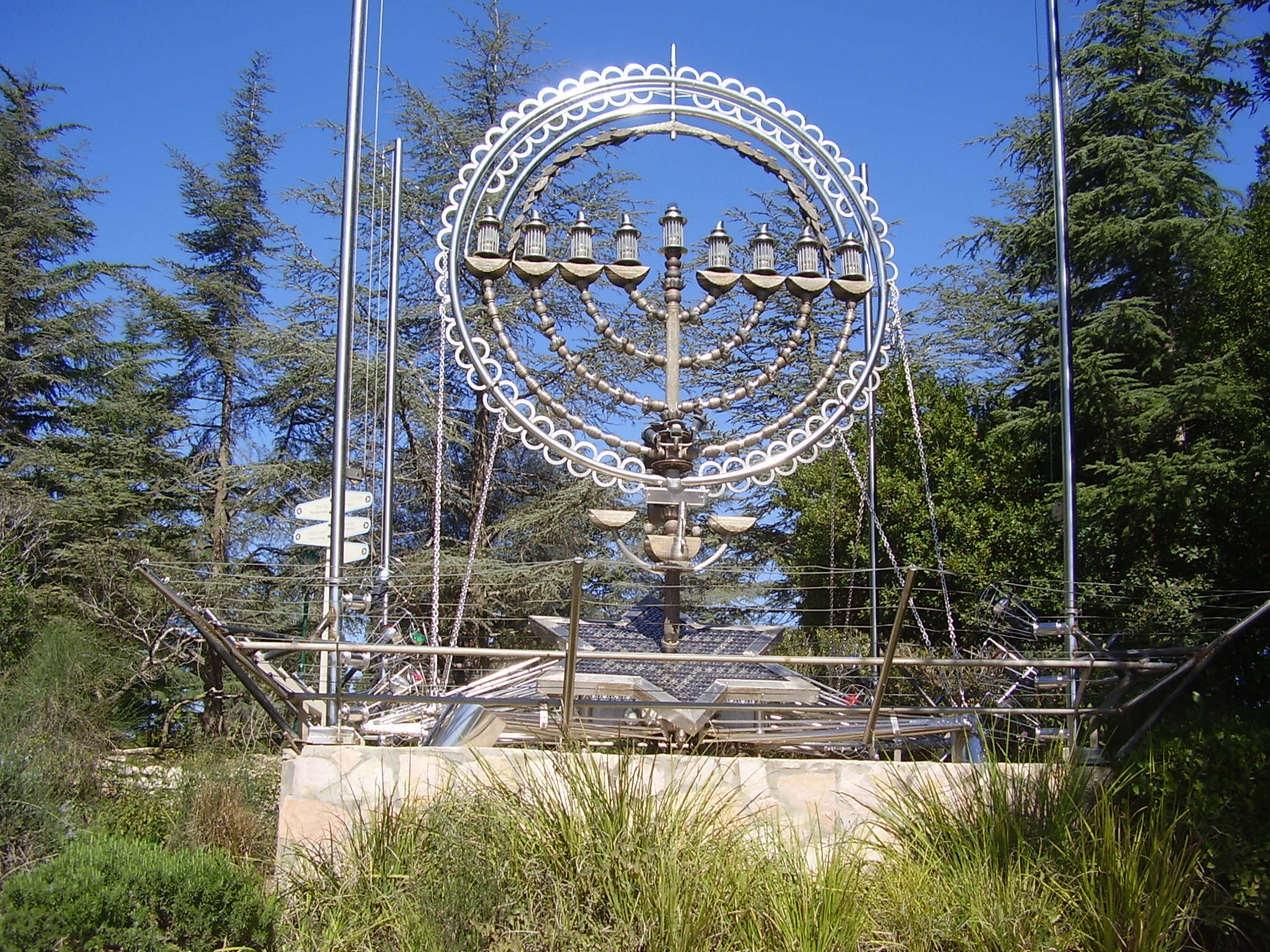
テンプルランプ像
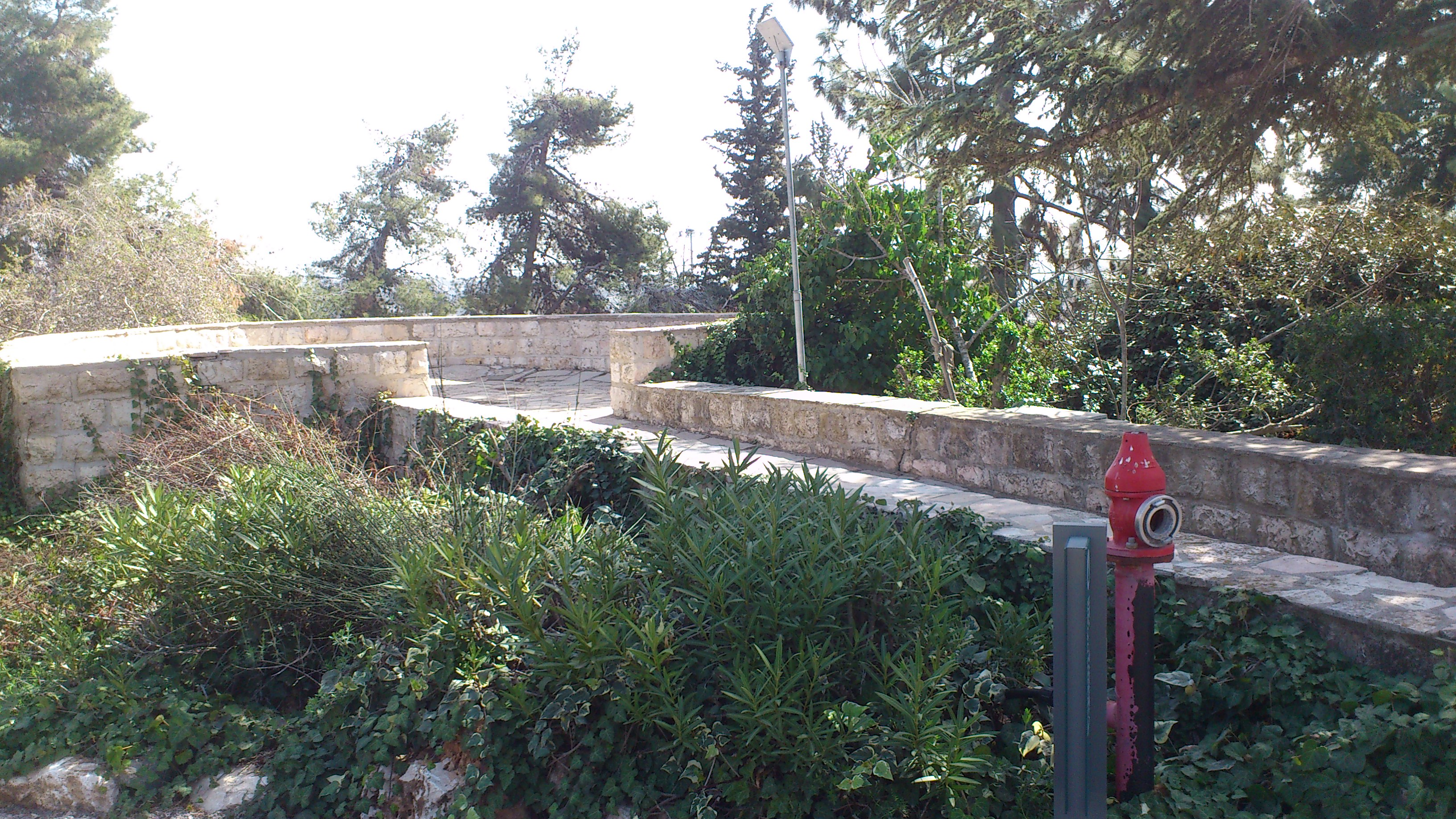
観点
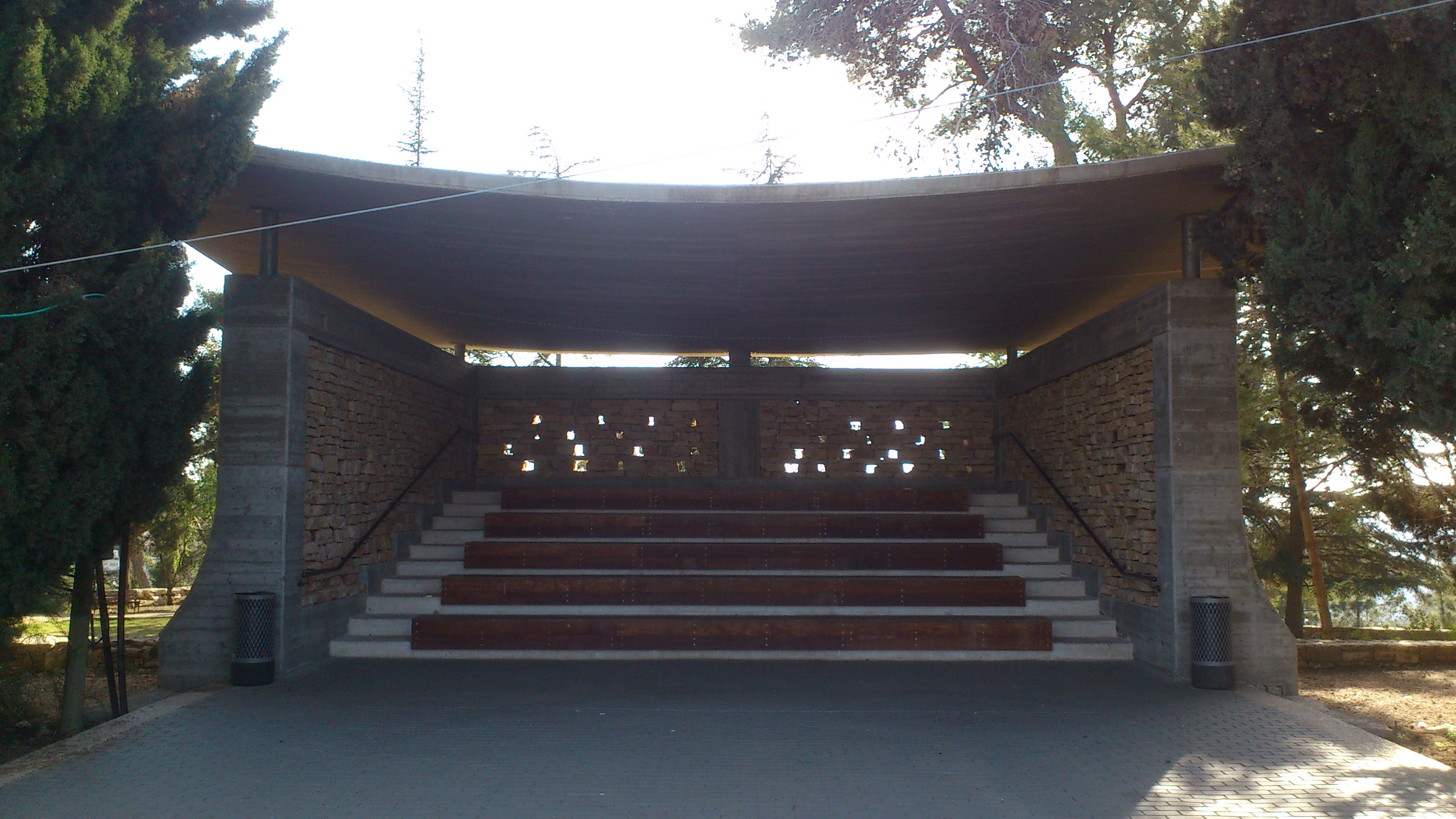
パビリオン
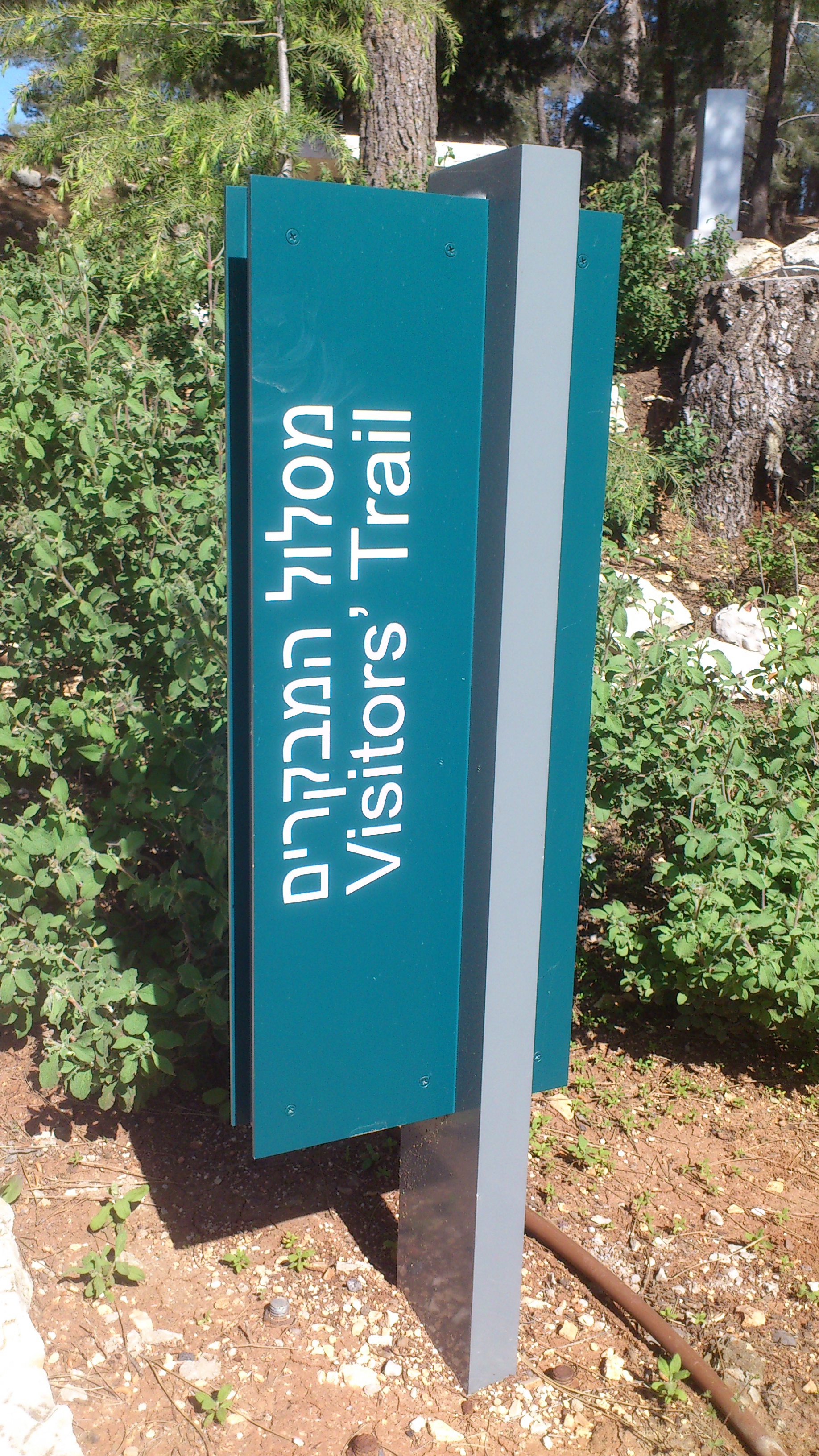
訪問者トレイル
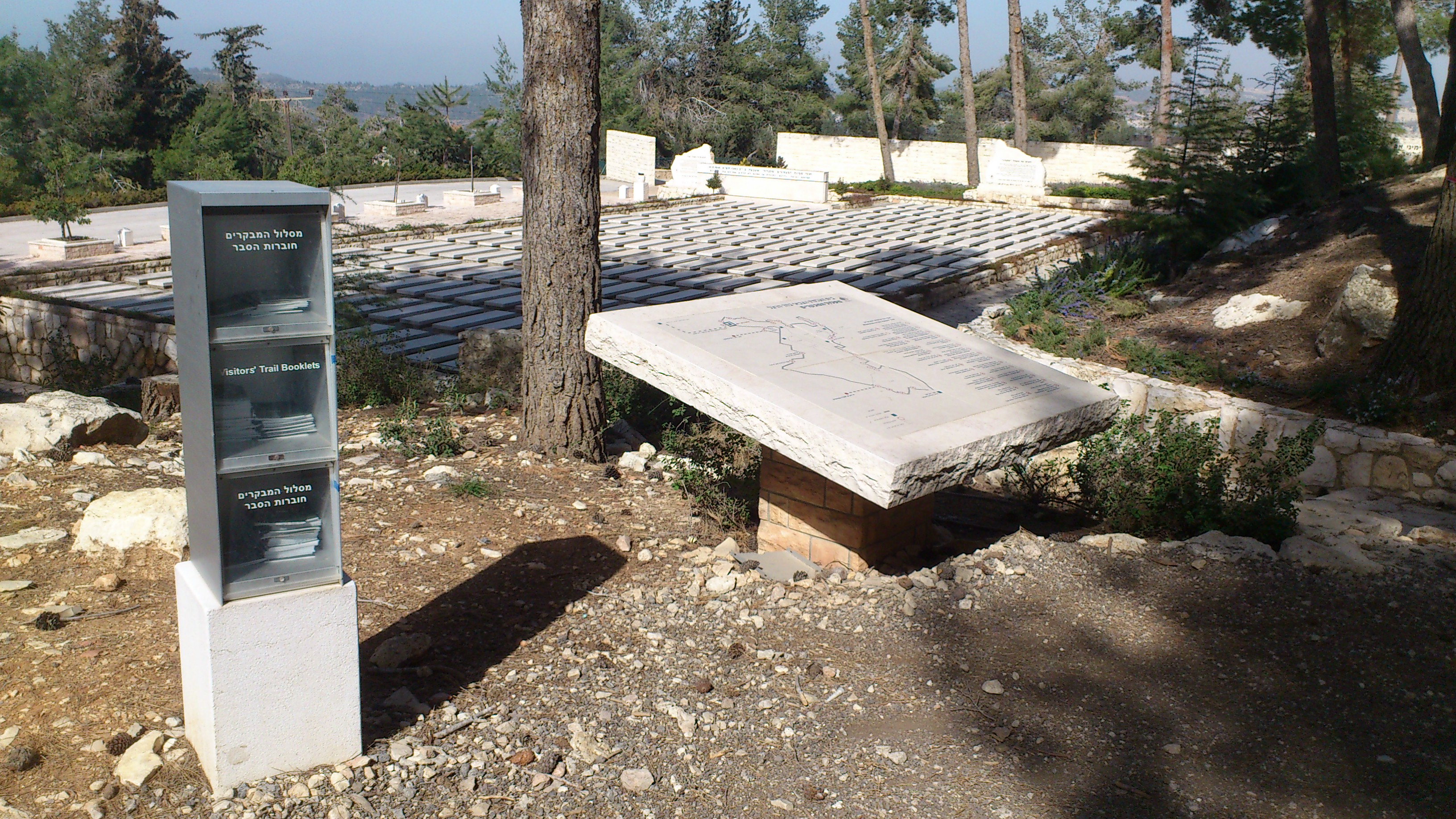
マップで説明局
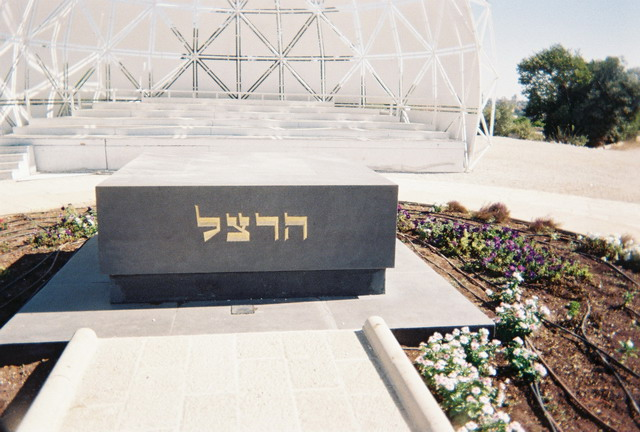
テオドール・ヘルツルの墓
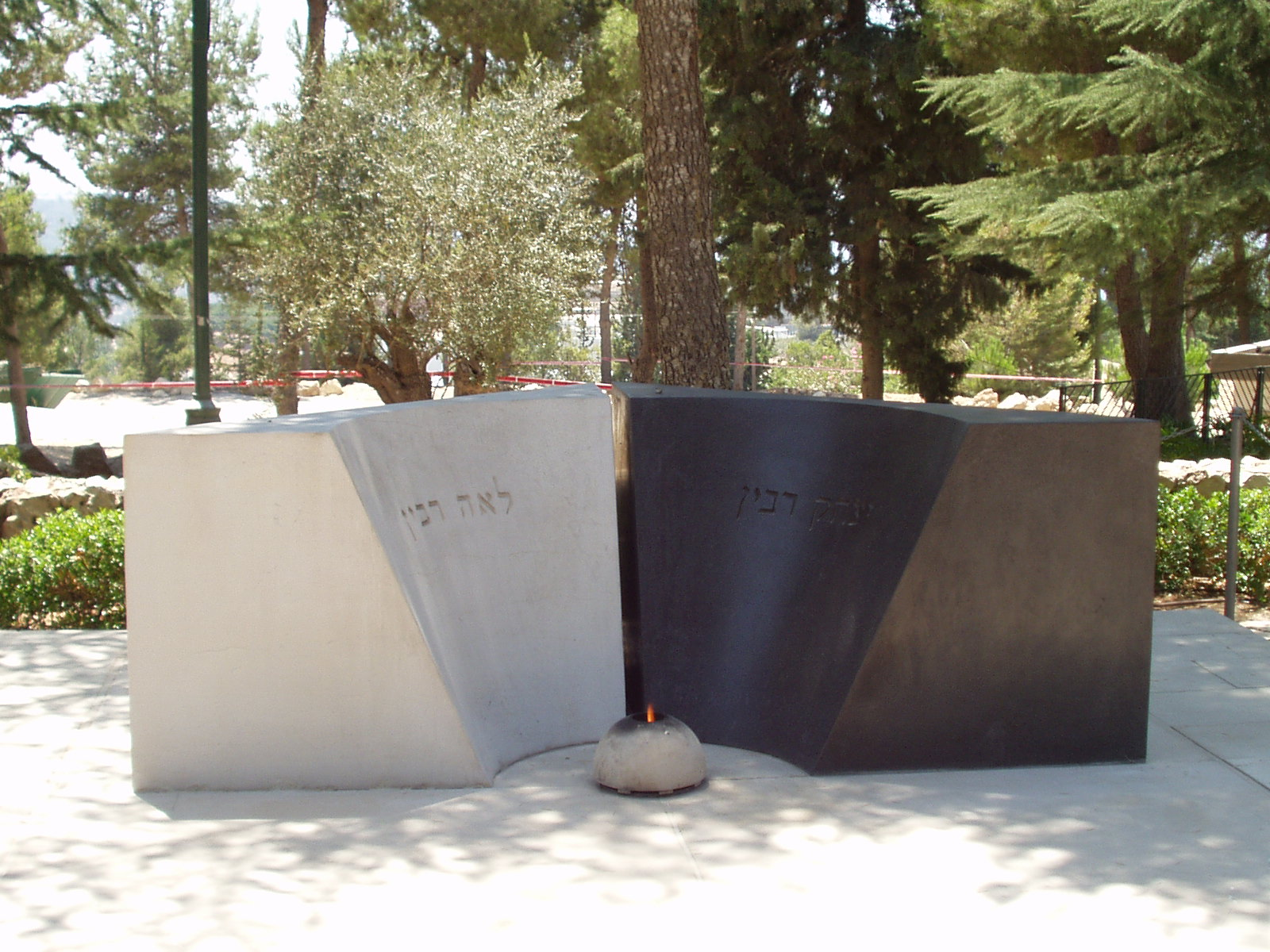
イツハク・ラビンの墓
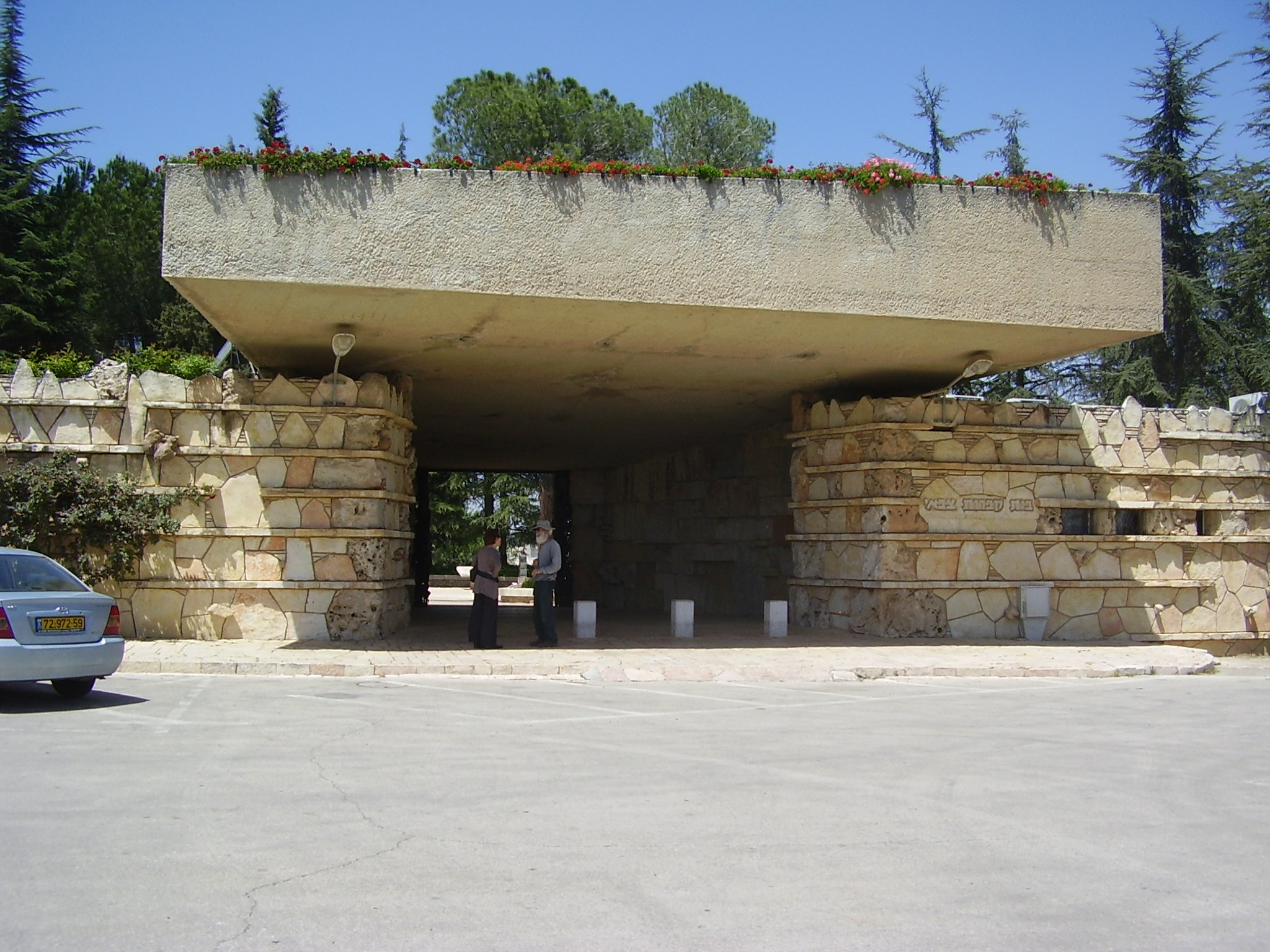
国立軍事と警察墓地
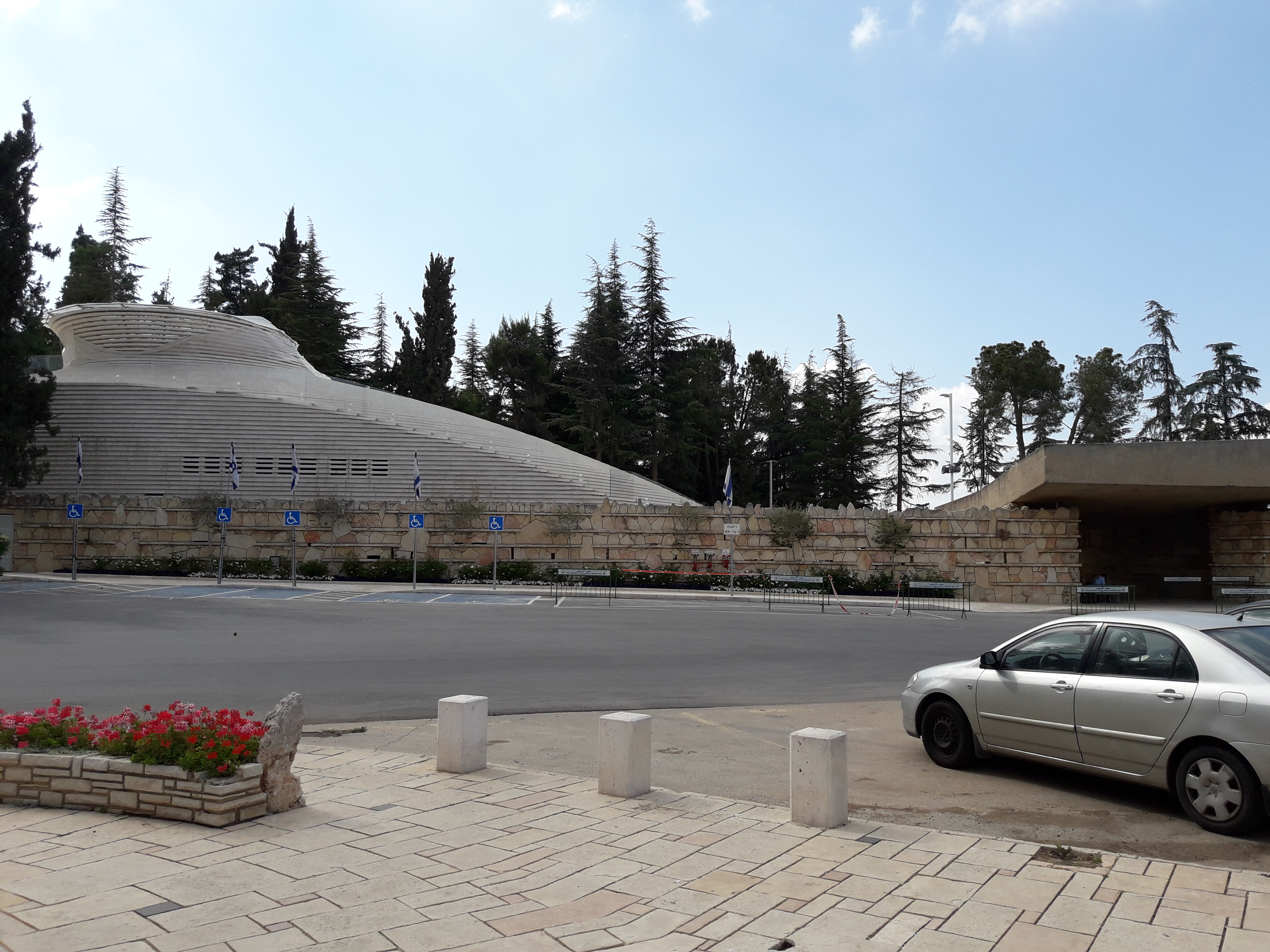
ホールナショナルメモリアル
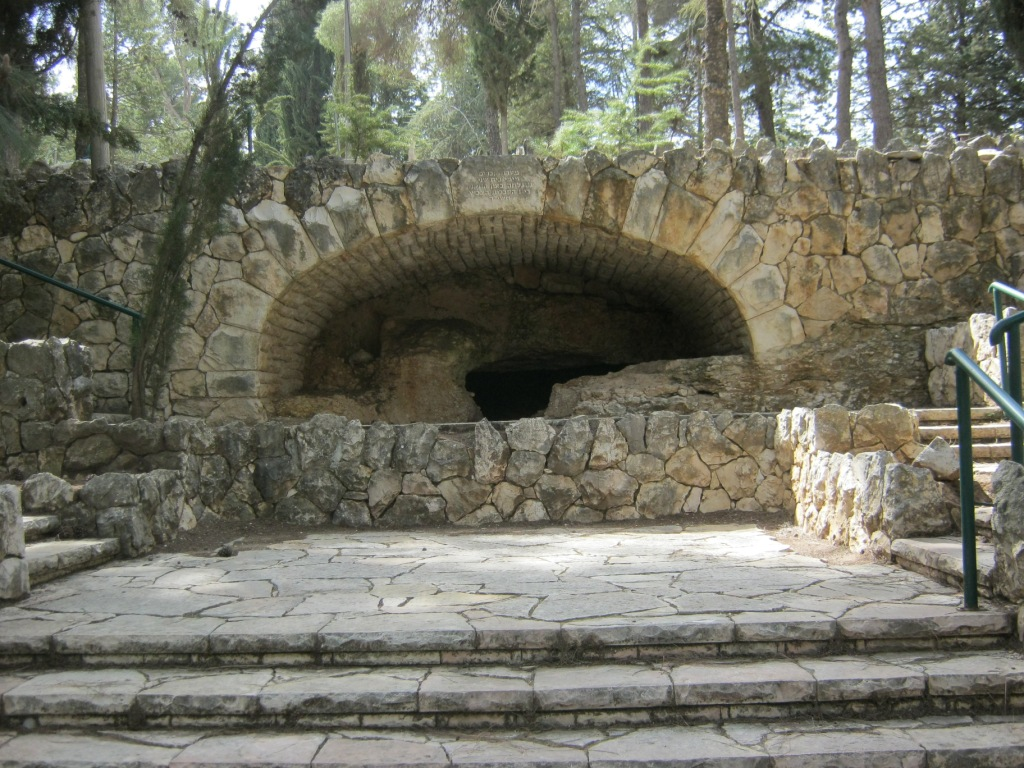
ユダヤ人の埋葬の洞窟寺院の期間-2